# مارلون بيريز أرانغو
مارلون بيريز أرانغو (بالإسبانية: Marlon Pérez) هو دراج كولومبي، ولد في 10 يناير 1976 في تامسيس ‏ في كولومبيا.

## وصلات خارجية
- مارلون بيريز أرانغو على موقع الاتحاد الدولي للدراجات (الإنجليزية)
- مارلون بيريز أرانغو على موقع أرشيف الدراجات (الإنجليزية)
- مارلون بيريز أرانغو على موقع إحصائيات الدراجات الإحترافية (الإنجليزية)
- مارلون بيريز أرانغو على موقع نسبة الدراجات (الإنجليزية)
- مارلون بيريز أرانغو على موقع CycleBase (الإنجليزية)
- مارلون بيريز أرانغو على موقع اللجنة الأولمبية الدولية (الإنجليزية)
- مارلون بيريز أرانغو على موقع أوليمبيديا (الإنجليزية)